# ارنساند
شهر ارنساند (به سوئدی: Härnösand) در بخش ارنساند در کشور سوئد واقع شده‌است. جمعیت این شهر ۱۶۵۱٫۶۲  نفر است.